# Полковник Брэндон
Полковник Брэндон (англ. Colonel Brandon) — один из главных героев романа Джейн Остин «Чувство и чувствительность» (1811), фигурирующий во всех экранизациях этой книги.

## Роль в сюжете
Полковник Брэндон на момент его появления в романе — мужчина лет 35, человек молчаливый и серьёзный, в прошлом долго служивший в Индии, владелец поместья Делафорд в Дорсетшире и обладатель годового дохода в две тысячи фунтов стерлингов. Он влюбляется в Марианну Дэшвуд, которая, однако, воспринимает его как старика (к тому же она влюблена в Джона Уиллоуби, который отвечает ей взаимностью). Позже полковник рассказывает Элинор Дэшвуд о своей жизни. По его словам, в юности он был влюблён в кузину, воспитанницу его отца с большим приданым. Девушка тоже его любила, но опекун выдал её за своего старшего сына. Из-за этого Брэндон надолго уехал в Индию, а его возлюбленная стала распутной женщиной и была изгнана из дома. Вернувшись домой, полковник нашёл её уже смертельно больной и постарался скрасить её последние часы. Он взял под опеку дочь этой женщины, Элизу Уильямс. Незадолго до описываемых в романе событий Уиллоуби соблазнил эту девушку, увёз её, а потом бросил беременной.
Рассказ полковника помог Марианне пережить разрыв с Уиллоуби. Впоследствии она полюбила Брэндона и вышла за него замуж.

## Оценки
Литературоведы считают полковника Брэндона, исходя из его жизненного опыта, самым байроническим из персонажей книг Джейн Остин. Его судьба во многом схожа с судьбой соблазнителя из романа Ричардсона «Памела» мистера Брэндона из Брэндон-Холла, который, однако, является отрицательным персонажем. Брэндон изображён как антипод Уиллоуби: последний ведёт себя как романтический герой, но в критический момент отказывается от любимой ради девушки с приданым, а полковник, который выглядит как человек меланхоличный и неинтересный, женится по любви.
Один из комментаторов романа Генри Остин Добсон видел в браке полковника с Марианной признак принадлежности Джейн Остин к реализму (для него это вполне жизненный и правдоподобный исход). В XX веке среди читателей было распространено критическое отношение к этому сюжетному повороту: по-видимому, Брэндон долго казался непривлекательным, а потому согласие Марианны выйти за него оценивалось как маловероятное.
Некоторые исследователи видят явные параллели между полковником Брэндоном и Уорреном Гастингсом, первым генерал-губернатором Индии, который по слухам был биологическим отцом Элизы де Фейлид, двоюродной сестры Джейн Остин. Линда Робинсон Уокер отмечет, что оба уехали в Индию в возрасте 17 лет, у обоих были воспитанницы по имени Элиза (в случае Гастингса — внебрачная дочь), обоим «присущи и здравый смысл и чувствительность».

## В экранизациях
Полковник Брэндон стал героем многочисленных экранизаций «Чувства и чувствительности», где его играли разные актёры:
- мини-сериал 1950 года — Джон Барагрей[8];
- телесериал 1971 года — Ричард Оуэнс;
- телесериал 1981 года — Роберт Сванн[9][10];
- фильм 1995 года — Алан Рикман[11][12];
- индийская адаптация 2000 года — Маммутти;
- телесериал 2008 года — Дэвид Моррисси[13].